# 韋斯 (胡齊斯坦省)
韋斯是伊朗的城市，位於該國西南部，由胡齊斯坦省負責管轄，距離首府阿瓦士約20公里，處於首都德黑蘭西南520公里，海拔高度22米，2006年人口14,024。